# Nicolás Canales
Nicolás Sebastián Canales Calas (ur. 27 czerwca 1985 w Santiago) – chilijski piłkarz grający na pozycji napastnika, od 2012 roku występujący w azerskim klubie Neftçi PFK. W reprezentacji Chile zadebiutował w 2012 roku. Do tej pory rozegrał w niej jedno spotkanie (stan na 13 października 2012).